# Чешуегорлый пищуховый землелаз
Чешуегорлый пищуховый землелаз (лат. Upucerthia dumetaria) — вид птиц из семейства печниковых. Вид Upucerthia saturatior до 2009 года считался его подвидом. Обитают в Аргентине и Альтиплано. Зимуют птицы в пампах и на востоке Кордовы. Естественной средой обитания являются субтропические или тропические сухие, либо высокогорные кустарниковые степи и травянистые сообщества.
Строят гнёзда в конце тоннеля длиной 1-2 м. Тоннели эти почти всегда делаются в склонах, хотя иногда птицы используют и расщелины в скалах.
МСОП присвоил виду охранный статус LC.